# Futebol Clube do Porto Real
O Futebol Clube Porto Real é um clube multiesportes do Porto Real na Ilha do Príncipe de São Tomé e Príncipe.
Porto Real venceu o primeiro título regional em 1999, o clube venceu dois títulos consecutivos por Príncipe em 2014 totalizado três. Porto Real finido os finalista em taça nacional em 2015 e 2017 e jogarando em supertaça, qualificado ao finalista, ao campeonato e taça nacional foi venceu por Sporting Praia Cruz e UDRA. Porto Real foi primeiro e único participante de Príncipe em supertaça de 2015 e perdeu ver Sporting Praia Cruz, Porto Real venceu o único título de supertaça nacional. Recentamente em 2019, Porto Real venceu dois consecutivas taças regionais e venceu o segundo consecutiva taças nacionais, primeira sobre UDRA 2-1 e segundo sobre Santa Margarida de ilha de São Tomé com resultado 3-2 em prolongamento.

## Títulos
- Taça Nacional de São Tomé e Príncipe: 2

2018, 2019
- Supertaça de São Tomé e Príncipe: 1

2017
- Liga Insular de Príncipe: 3

1999, 2013, 2014
- Taça de Príncipe: 2

2018, 2019

## Posições
| Ano  | Divisão                       | Posição                       |
| ---- | ----------------------------- | ----------------------------- |
| 2001 | 1a                            | 3a                            |
| 2003 | 1a                            |                               |
| 2012 | Suspendo-se por uma temporada | Suspendo-se por uma temporada |
| 2013 | 1a                            | 1a                            |
| 2014 | 1a                            | 1a                            |

## Estatísticas
- Melhor posição: Finalista (nacional)
- Apresentatas em campeonatos nacionais: 3
- Apresentatas em taças nacionais: 2
- Apresentatas em supertaças: 3 (nacional)
- Golos totais em supertaças: 3 (nacional)